# Soproni Horváth József
Soproni Horváth József (Kemenesszentpéter, 1891. március 2. – Sopron, 1961. április 22.) magyar festő.

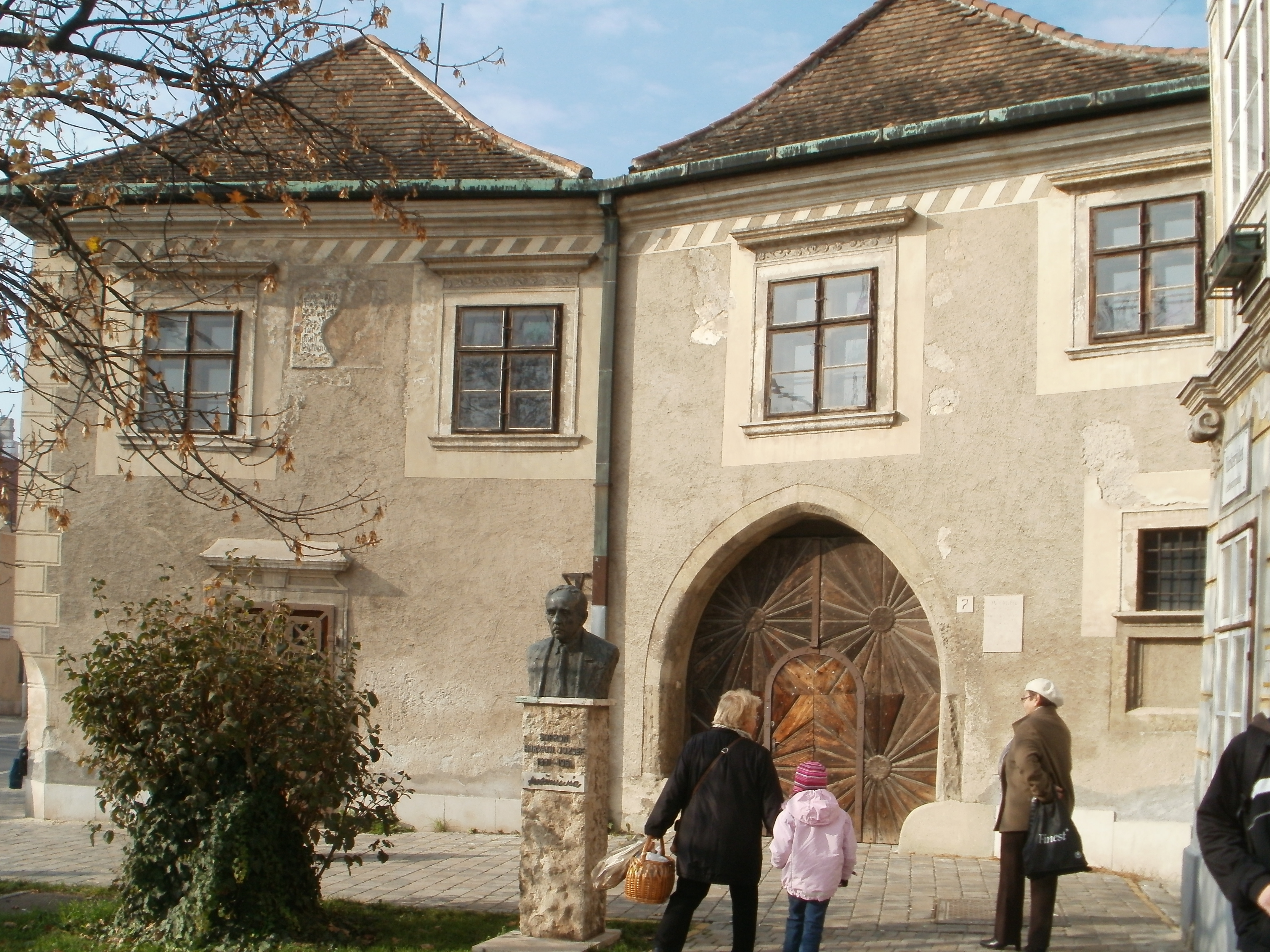
József Soproni Horváth szobra Sopronban

## Pályája
1910-től 1914-ig a budapesti Képzőművészeti Főiskolán, 1914-től 1916-ig Nagybányán tanult. Mesterei Hegedűs László, Révész Imre, Edvi Illés Aladár, Réti István, Thorma János voltak. 1920-tól rajztanárként dolgozott Sopronban, egészen haláláig. A város érzékeny, közösségi polgára volt.
Számos akvarellt készített, a műfaj egyik kiváló mestere. 1921-től kiállító művész, elnyerte többek között 1921-ben az Eszterházy-díjat, 1929-ben a Halmos-díjat, 1934-ben a Rökk-díjat, 1936-ban és 1939-ben a Balló Ede-díjat. 1939-ben megkapta Sopron város aranyérmét, majd 1954-ben Munkácsy-díjjal jutalmazták munkásságát.
Sopronban önálló és gyűjteményes emlékkiállítást is rendeztek műveiből, de még életében gyakorta állított ki dunántúli csoportos tárlatokon, és Londonban is. 1961 óta Sopronban állandó emlékkiállítása van, 1987-ben és 1998-ban válogatott albumot jelentettek meg műveiből.
Fő érdeme, hogy munkásságával a vízfestést az olajfestészettel egyenrangúvá emelte. Témáit mély emberi érzések kifejezése jellemzi, technikájában pedig igyekezett átszellemesíteni az anyagot. Hírnévre elsősorban akt- és zsánerképeivel tett szert, bár minden műfajban kitűnt.
Hagyatékából özvegye emlékmúzeumot hozott létre, ez a soproni Caesar házban található. A kiállítás termeiben zajlott az 1681. évi főrendiházi nádorválasztó országgyűlés